# Stuart Alan Kauffman
Stuart Alan Kauffman (28 de septiembre de 1939) es un biólogo teórico estadounidense. 

## Obra
Stuart Kauffman es uno de los biólogos teóricos más relevantes en el ámbito de la complejidad biológica. Sus trabajos en simulación de redes genéticas (modelo de redes booleanas) han mostrado cómo fenómenos biológicos básicos como los ciclos autocatalíticos requeridos en el origen de la vida o la agrupación de tipos celulares necesaria para la emergencia de la multicelularidad son resultados altamente probables de la variación aleatoria en redes químicas y genéticas. En este marco teórico, la selección natural actúa sobre las propiedades organizativas de las redes genéticas, llevando a los sistemas a un punto de máxima adaptabilidad. Estos resultados contradicen el marco teórico postulado por la Síntesis evolutiva moderna, según el cual, resultados tan complejos son muy improbables y sólo pueden resultar de la selección acumulativa de pequeños incrementos de complejidad en la organización biológica. Las simulaciones de Kauffman, por otro lado, sugieren que la selección natural es relativamente ineficiente cuando los elementos genéticos están fuertemente interconectados.

### Ediciones en español y otras lecturas
- Kauffman, Stuart (2003). Investigaciones: complejidad, autoorganización y nuevas leyes para una biología general. Tusquets Editores. ISBN 978-84-8310-851-2.
- Francesco Rizzo, Kauffman lettore di Wittgenstein, Università degli studi di Palermo, Palermo, 2017.